# Отвъден свят
Отвъден свят, още отвъдно, е концепция в историческата индоевропейска религия, реконструирана в сравнителната митология. Сравнителни религиозни, митологични или метафизични понятия, като „царство на свръхестествени същества“ и „царство на мъртвите“, се срещат в културите по целия свят. Смята се, че духовете пътуват между светове или слоеве на съществуване в такива традиции, обикновено по оста като гигантско дърво, стълб на палатка, река, въже или планина.

## Етимология
Терминът, използван от Марк Лукан в неговото описание на келтския отвъден свят, се превежда „друга земя/свят“, на латински: calque of orbis alius.

## Индоевропейска реконструкция
Много индоевропейски митологии показват доказателство за вяра в някаква форма на „Отвъден свят“ и в много случаи като в персийски, гръцки, германски, келтски, славянски и индийски митологии трябва да се пресече река, за да се влезе в него и обикновено старец транспортира душата през води. В гръцката и индийската митология се смята, че водите на реката измиват греховете или спомените, докато келтските и германските митове имат води, предаващи мъдрост, което предполага, че докато спомените за умрелите се измиват, пиещият от водите ще придобие вдъхновение. Пътешественикът обикновено среща куче или в качеството си на пазител на Отвъдния свят, или като водач на скитника. Примери за това са гръцкият Цербер, триглавата хрътка на Хадес и индийската Сордура Сарвара, една от хрътките на Яма, чиито имена могат да произхождат от индоевропейски * ḱerberos, означаващ „забелязан“. В индоевропейските митологии Отвъдния свят е изобразен по много начини, включително спокойни ливади, острови и сгради, което затруднява определянето на начина, по който се е гледал първоначалният протоиндоевропейски отвъден свят. Владетелят на мъртвите вероятно е бил Йемо, божественият близнак на Ману, първият човек.